# Contacto linguístico
O contacto (português europeu) ou contato (português brasileiro) linguístico ocorre quando diferentes línguas interagem. O estudo do contacto linguístico é a linguística de contacto.
Aparentemente o multilinguismo tem sido comum ao longo da história da humanidade, sendo hoje prevalente na maioria da humanidade.
Quando falantes de línguas diferentes interagem de modo próximo, é típico que as suas línguas se influenciem mutuamente. As línguas desenvolvem-se normalmente através da acumulação gradual de diferenças dialectais até que dois dialectos deixam de ser mutuamente inteligíveis. O contacto linguístico pode ocorrer em fronteiras linguísticas, entre línguas de prestígio semelhante, ou como resultado de migração.
O efeito mais corriqueiro do contacto linguístico é o empréstimo lexical. O armênio, por exemplo, tinha contato tão intenso e tantos empréstimos das línguas indo-iranianas que foi por muito tempo considerado parte desta família, e não um idioma separado.